# Sfida al diavolo
Sfida al diavolo, noto anche come Katarsis, è un film del 1963 diretto da Nello Vegezzi.

## Trama
Un uomo, inseguito da un boss della malavita che intende ucciderlo, si rifugia da un frate confessandogli che, se non restituirà determinati documenti al boss, la malavita locale lo ucciderà. L'uomo, fra l'altro, confida al frate che i documenti gli sono stati sottratti da Alma, una danzatrice.
Il frate rintraccia la donna che si sta esibendo, in qualità di vedette internazionale, in un popolare locale della capitale. Il frate cerca di convincerla a restituire i documenti. La danzatrice, donna cinica ed insensibile, non intende restituire il maltolto e comunica al frate che, a breve, organizzerà un ricatto al fine di sottrarre all'uomo perseguitato un'ingente somma di danaro. Solo se l'uomo le pagherà tale somma lei sarà disposta a restituire i documenti. A questo punto il frate racconta all'artista la storia della sua conversione. Prima di prendere i voti, il frate, altro non era che uno scapestrato che, sovente, si accompagnava a persone ciniche e malvagie. Una notte, a seguito di una bravata, si introdusse in compagnia di alcuni amici nella magione di un uomo.
L'uomo chiese ai ragazzi di coadiuvarlo nella ricerca della sua bella moglie ma, ben presto, i visitatori si resero conto che, sia il proprietario del castello sia sua moglie, avevano stretto un patto col maligno e, ciò, in cambio dell'eterna giovinezza. Dopo rocambolesche avventure, i ragazzi, troveranno la donna, eternamente giovane ma in balìa delle misteriose forze occulte a cui si era venduta.
Il proprietario del castello, dal canto suo, eternamente giovane al fianco della sua amata, era stato condannato nel cercare l'amata in eterno, senza fine. I due coniugi, entrambi dominati dalle forze occulte, ne erano divenuti schiavi a seguito della loro vanità e dei loro desideri terreni.
Solo a quel punto, nel vedere quelle due anime perse, il frate si rese conto di quanto possa essere nocivo produrre dolore e sofferenza al prossimo e, a seguito di quest'esperienza, aveva deciso di dedicare la sua vita al bene e all'amore per gli altri. Ascoltata la storia, commossa e colpita, la danzatrice decide di consegnare le carte al frate, sventando la tragedia ai danni dell'uomo perseguitato dalla malavita locale.

## Produzione
Il film venne girato nella primavera del 1963 nel castello Odescalchi a Bracciano mentre gli esterni vennero girati nel comune di Montelibretti. Intitolato in un primo momento Katarsis venne realizzato con un basso budget consistente di soli 46 milioni di Lire grazie alla piccola casa di produzione indipendente "La casa della Mangusta" di Ulderico Sciarretta. Il titolo di lavorazione era inizialmente Faust '63 divenuto poi Katarsis - L’orgia e successivamente solo Katarsis.
La produzione riuscì a coinvolgere nel progetto Christopher Lee realizzando le sue riprese in una settimana. Nella sua autobiografia, Dark and Gruesome, Lee afferma di non aver mai visto il film e afferma erroneamente che la pellicola venne suddivisa in due lungometraggi: il film in realtà esiste in due versioni, di cui la seconda (Sfida al diavolo appunto) con sostanziali modifiche dall'originale Katarsis. (l'errore è rimasto anche nella seconda edizione dell'autobiografia riveduta pubblicata col titolo The Lord of Misrule)

## Distribuzione
Il film uscì inizialmente come Katarsis nella sua edizione diretta dal solo Vegezzi, della durata di 87 minuti venendo proiettato una sola volta al cinema Strippoli di Canosa, il 9 settembre 1963. Per la prima versione del film, la Commissione di revisione cinematografica di primo grado esprime parere favorevole alla proiezione del film in pubblico con divieto di visione ai minori di 18 anni, per «la morbosità della trama e il clima d'incubo e di angoscia». Passato attraverso varie case di produzione e distribuzione, tutte fallite, alla fine il film ottenne una vera e propria distribuzione solo nel 1965 in una versione di 78 minuti alterata (intitolata appunto Sfida al diavolo) dal produttore Ulderico Sciaretta (ora proprietario della nuova casa Eco Films) con l'aiuto dell'attore Piero Vida e contro la volontà del regista. Le modifiche includevano un nuovo montaggio, la modifica completa della colonna sonora, l'eliminazione di alcune scene ritenute poco commerciali, l'inserimento di scene erotiche e una cornice noir alla vicenda principale in cui si mostravano in flashback sequenze di Katarsis con un commento moralistico da parte di uno dei protagonisti (lo stesso Piero Vida, nella parte del frate) al fine di evitare ulteriori restrizioni con la censura; vennero inoltre aggiunte esibizioni della ballerina Alma Del Rio e della cantante Sonia nonché la pubblicità occulta del brandy Stock 84 fatto dal personaggio del monaco (interpretato dallo stesso Sciarretta). Perlopiù Il nome del regista venne riportato erroneamente sia nei crediti del film che sulle locandine con una doppia G, (Giuseppe Veggezzi). Il risultato finale ebbe un effetto devastante sulla psiche del regista, che cadde in uno stato di profonda depressione per molti anni e decise di abbandonare il mondo del cinema. Al momento la versione originale del film intitolata Katarsis è da considerarsi perduta.